# Бом Корнијан
Бом Корнијан (фр. Baume-Cornillane) насеље је и општина у источној Француској у региону Рона-Алпи, у департману Дром која припада префектури Валанс.
По подацима из 2011. године у општини је живело 457 становника, а густина насељености је износила 31,69 становника/km². Општина се простире на површини од 14,42 km². Налази се на средњој надморској висини од 308 метара (максималној 1.009 m, а минималној 230 m).

## Демографија
| 1962. | 1968. | 1975. | 1982. | 1990. | 1999. | 2011. |
| ----- | ----- | ----- | ----- | ----- | ----- | ----- |
| 166   | 203   | 186   | 245   | 321   | 396   | 457   |

График промене броја становника у току последњих година